# Richard Anthony Parker
Pour les articles homonymes, voir Parker.
 (mai 2023).
Si vous disposez d'ouvrages ou d'articles de référence ou si vous connaissez des sites web de qualité traitant du thème abordé ici, merci de compléter l'article en donnant les références utiles à sa vérifiabilité et en les liant à la section « Notes et références ».
Richard Anthony Parker est un égyptologue nord-américain (né à Chicago le 10 décembre 1905, décédé le 3 juin 1993).
Il a beaucoup travaillé sur les calendriers de l'Égypte antique. Selon lui, deux calendriers auraient coexisté :
- Le calendrier de 365 jours[1] et qu'il baptise calendrier civil. Il aurait été destiné aux seuls besoins administratifs et aurait été introduit au IIIe millénaire avant notre ère.

- Un calendrier lunaire, bien antérieur, dont l'existence se serait poursuivie même durant la présence du calendrier civil. Sa vocation aurait été religieuse mais aussi agricole.

## Publications
- The Calendars of Ancien Egypt, Studies in Ancient Oriental Civilization, University of Chicago Press, 1950 ;
- Sothic Dates and Calendar Adjustment ;
- The Problem of the Month-Names: A Reply, 1957 ;
- Lunar Dates of Thutmose III and Ramesses II, J. Near Eastern Stud., 1957 ;
- A Vienna Demotic Papyrus on Eclipse- and Lunar-Omina, Brown University Press, 1959 ;
- Avec O. Neugebauer, Egyptian astronomical texts, Lund Humphries, London, 1960.
- Avec J. Cerny, A Saite oracle papyrus from Thebes, in the Brooklyn museum, papyrus Brooklyn 47.218.3, Brown university press, Providence, 1962 ;
- Two Demotic Astronomical Papyri in the Carlsberg Collection, 1962 ;
- Egyptian Astronomical Texts, III. Decans, Planets, Constellations and Zodiacs, Text [Part I], Brown University Press, 1969 ;
- The Calendars and Chronology, the Legacy of Egypt. 2, Clarendon, Oxford, 1971 ;
- Demotic Mathematical Papyri, Brown University Press, 1972,  (ISBN 0-87057-132-X) ;
- Ancient Egyptian Astronomy, the Place of Astronomy in the Ancient World, Oxford University Press, 1974 ;
- Avec Jean Leclant et Jean Claude Goyon, The Edifice of Taharqa by the Sacred Lake of Karnak, Brown University Press, 1979,  (ISBN 0-87057-151-6).